# Miguel Íscar Juárez
Miguel Íscar Juárez (Matapozuelos, Valladolid, 8 de maig de 1828 - Madrid, 8 de novembre de 1880), fou alcalde de Valladolid entre 1877 i 1880.

## Biografia
Va estudiar a l'escola rural de la seva localitat natal, Matapozuelos, i amb 17 anys es va traslladar a Valladolid amb la seva família. A partir de llavors va començar a treballar en diferents feines que li van permetre guanyar-se la confiança dels val·lisoletans. Per això va ser nomenat alcalde de la ciutat el 16 de març de 1877, càrrec que va ocupar fins a la seva sobtada mort a Madrid a causa d'un vessament cerebral.
Durant el seu mandat com a alcalde de Valladolid es va dur a terme l'eliminació dels ramals del riu Esgueva i la seva canalització al llarg d'un cabal únic. Va impulsar la construcció de tres mercats municipals: el de Portugalete, el del Campillo (a l'avui anomenada Plaça d'Espanya, llavors plaça del Campillo) i el Mercat del Val, aquest últim encara roman dempeus. També va proposar la construcció de la nova Casa Consistorial a la Plaça Major, la finalització de l'escorxador municipal, l'arranjament de diverses places, i les gestions per a la construcció d'una nova seu per a la Facultat de Medicina i l'hospital provincial de Valladolid. Així mateix va ser l'impulsor del Parc del Campo Grande com a jardí romàntic, tal com avui es concep.
En el seu record la ciutat de Valladolid té un carrer que porta el seu nom, i al Campo Grande un bust i la Font de la Fama, aixecada en honor seu.